# Гайнц Кубш
Гайнц Кубш (нім. Heinz Kubsch, нар. 20 липня 1930, Ессен — пом. 24 жовтня 1993) — західнонімецький футболіст, що грав на позиції воротаря.
Виступав, зокрема, за «Пірмазенс», а також національну збірну ФРН, у складі якої став чемпіоном світу 1954 року.

## Клубна кар'єра

### «Шпортфройнде»
Гайнц виріс в Катернберзі — районі міста Ессена, там же, паралельно навчаючись на столяра, почав займатися футболом у молодіжному складі місцевого клубу «Шпортфройнде», в якому потім почав і дорослу кар'єру. В ті часи більшість гравців команди працювало на місцевій вугільній шахті.
У 1947 році Кубш стартував разом з командою в першому розіграші турніру Оберліги «Захід», яка була вищою футбольною лігою не тільки регіону, але і країни, нарівні з оберлігами «Північ», «Південний Захід», «Південь» та «Берлін», аж до створення єдиної Бундесліги. 25 січня 1948 року Гайнц вперше вийшов на поле в 17-річному віці, ставши, тим самим, наймолодшим воротарем в Німеччині. За підсумками сезону 1947/48 став, разом з командою, віце-чемпіоном. У наступному розіграші вже був основним воротарем, зігравши у всіх 24 матчах клубу, однак, сезон закінчився невдало — «Шпортфройнде» посів останнє, 13-е місце в турнірі і покинув лігу.
Однак команді вдалося за один сезон повернутися в Оберлігу, де в сезоні 1950/51 Кубш знову захищав ворота команди у всіх матчах турніру (30 ігор), за підсумками якого клуб зайняв 12-е місце. У наступному сезоні зіграв у 28 матчах з 30, а команда посіла 10-е місце. У своєму останньому за «Шпортфройнде» сезоні зіграв у всіх 30 зустрічах клубу в лізі, проте турнір для команди завершився невдало — вона посіла передостаннє, 15-е місце і знову покинула Оберлігу, а Гайнц вирішив змінити команду. Всього Кубш провів за «Шпортфройнде» 122 матчу в Оберлізі.

### «Пірмазенс»
У 1953 році перейшов в клуб «Пірмазенс» з однойменного міста, у складі якого в сезоні 1953/54 зіграв у 30 матчах клубу і став, разом з командою, віце-чемпіоном Оберліги «Південний Захід». У наступні два сезони провів 27 матчів з 30. У сезонах 1956/57 і 1957/58 знову зіграв у всіх 30 зустрічах клубу, внісши внесок у завоювання титулу чемпіона в сезоні 1957/58.
У сезоні 1958/59 «Пірмазенс» знову став чемпіоном, а Кубш як основний воротар команди зіграв у 28 матчах з 30. У наступному сезоні клуб знову повторив успіх, а Гайнц, зігравши в 21 зустрічі з 30, став втретє чемпіоном Оберліги «Південний Захід». У своєму останньому сезоні провів 29 матчів із 30, і став, разом з командою, третім призером турніру, після чого завершив кар'єру гравця. Свій останній офіційний матч зіграв 16 квітня 1961 року в Нойнкірхені проти місцевої «Боруссії». Всього Кубш провів за «Пірмазенс» 222 матч в Оберлізі.
1953 року перейшов до клубу «Пірмазенс», за який відіграв 8 сезонів. Граючи у складі «Пірмазенса», також здебільшого виходив на поле в основному у складі команди. Завершив професійну кар'єру футболіста виступами за команду «Пірмазенс» у 1961 році.
Помер 24 жовтня 1993 року на 64-му році життя.

## Виступи за збірну
9 листопада 1952 року Кубш дебютував на рівні збірних, зігравши за другу команду ФРН у товариському матчі зі швейцарцями в Базелі, який німці виграли з рахунком 2:0.
25 квітня 1954 року дебютував в офіційних іграх у складі національної збірної Німеччини в матчі проти збірної Швейцарії, в тій зустрічі німці виграли з рахунком 5:3. Незабаром Кубш потрапив в заявку команди на чемпіонату світу 1954 року у Швейцарії, здобувши того року титул чемпіона світу, але на турнірі не зміг зіграти через вивих плеча, отриманого Кубшем незадовго під час порятунку свого друга Хайнца Квятковскі на озері Тун.
23 березня 1955 року  зіграв в Шеффілді у матчі другої збірної Німеччини з командою Англії (1:1). Другий раз зіграв за головну збірну країни 28 травня 1955 року проти збірної Ірландії в Гамбургу, яку німці обіграли з рахунком 2:1. У наступному році знову спочатку зіграв за другу збірну 15 вересня, а потім 21 листопада провів свій третій і останній матч за першу збірну. У тій зустрічі німці вдома у Франкфурті-на-Майні поступилися Швейцарії з рахунком 1:3. Після цього на рівні національних збірних не виступав. Крім цього, 18 листопада 1959 і 19 березня 1960 року зіграв 2 матчі у складі збірної Південно-Західної Німеччини проти, відповідно, збірних Південної і Північної Німеччини.
Всього протягом кар'єри у національній команді, яка тривала усього 3 роки, провів у формі головної команди країни лише 3 матчі, пропустивши 7 голів.

## Титули і досягнення
- Чемпіон світу: 1954